# Forrás Rádió
A Forrás Rádió egy Komárom-Esztergom vármegyei regionális kereskedelmi rádióállomás, amely 2009. augusztus 20-án kezdte meg sugárzását az egykori Radír Rádió helyén. Nyitó rendezvényét 2009. augusztus 19-én tartotta a tatabányai Szent István Napok felvezető programjaként.
A Forrás Rádió a leghallgatottabb helyi rádió, 2013-ban már az ország harmadik leghallgatottabb helyi rádiója volt.

## Vételkörzet
- Tatabánya - 97.8 MHz
- Esztergom - 98.1 MHz
- Komárom - 90.5 MHz

## Munkatársak

### Műsorvezetők
- Fenyvesi Zoltán
- Ilyés Roland
- Zimmerer Tamás
- Ölvedi Réka
- Árendás Laura
- Varga Lilla
- Borsodi Imre
- Bálint László

### DJ-k

#### Forrás DJ
- DJ Deluxe
- DJ Axel
- Valentino Reas
- DJ Marák
- DJ Sinkovics
- DJ Bóli
- DJ ZimmerR
- DJ Hubik
- Dj Tomy Slow
- Norbert Van Dale
- Spy The Ghost

#### Light Session
- DJ Yellow
- DJ Major Gabe
- DJ Kovács
- Spy The Ghost

Saturday Light Session
- Dj Hubik

#### Lounge Session
- Hauber Zsolt
- Norbert van Dale

Club Session
- Robin Schulz

### Hírszerkesztők
- Nemes Kitty
- Szarvas Hédi
- Holpert Bianka
- Esztergályos Patrik

## További információ
- Weboldal
- Forrás Rádió Facebook oldal (magyar nyelven). www.facebook.com. (Hozzáférés: 2021. április 1.)
- Forrás Rádió - YouTube csatorna. www.youtube.com. (Hozzáférés: 2021. április 1.)